# Provinciale weg 504

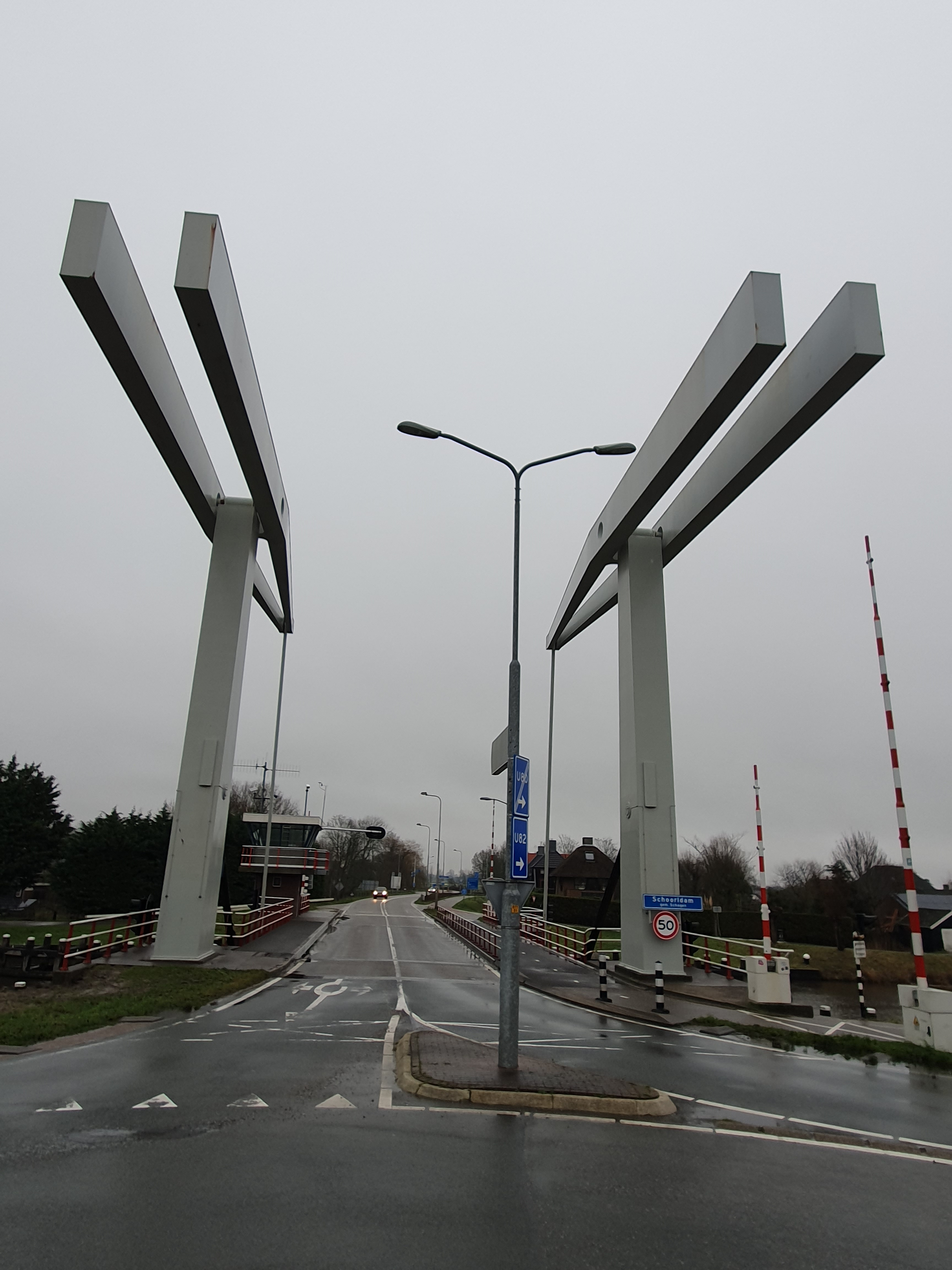
Schoorldammerbrug in N504 (december 2023)

De provinciale weg 504, ook wel N504, is een provinciale weg in Noord-Holland die loopt van de aansluiting met de N9 bij Schoorldam naar de aansluiting met de N242 bij Noord-Scharwoude.

## Beschrijving weggedeeltes

### Schoorldam
De N504 begint op de aansluiting van de Kanaalweg met de N9, de verbinding tussen Alkmaar en Den Helder in Schoorldam. De N504 raakt dus met een ongelijkvloerse aansluiting de N9 en de brug over het Noordhollandsch Kanaal behoort dus ook tot het beheersgebied van de provincie Noord-Holland. Het kruispunt tussen de Westfriesedijk en de Kanaalweg is onveilig volgens de provincie, vandaar dat hier plannen zijn om een rotonde aan te leggen. Omwonenden hebben hier begin 2008 bezwaar tegen ingediend en daarom wordt de aanleg voorlopig opgeschort.
Naar het zuiden toe loopt de weg binnen de bebouwde kom van Schoorldam over de Westfriesedijk met een maximale snelheid van 30 km/h.

### Schoorldam - Koedijk
Zodra de komgrens wordt gepasseerd, mag er 60 km/h worden gereden. Enkele jaren geleden mocht er hier nog 80 km/h gereden worden maar na de aanleg van een vrijliggend fietspad in 2012 is de maximumsnelheid op deze weg verlaagd naar 60 km/h.

### Koedijk - N245
Ter hoogte van Koedijk volgt een T-aansluiting waar voor het vervolgen van de N504 naar het oosten afgeslagen moet worden (een zogeheten TOTSO). Dit weggedeelte is door de provincie gecategoriseerd als gebiedsontsluitingsweg met een maximumsnelheid van 80 km/h. Na ca. 3 km wordt het kruispunt met de N245 bereikt.

### N245 - N242
Vervolgens loopt de weg verder naar Dijk en Waard. Tot 2006 was dit gedeelte een autoweg met 100 km/h maar vanwege de aanleg van een rotonde die de N504 verbindt met een bedrijventerrein, werd deze weg een gebiedsontsluitingsweg met een maximumsnelheid van 80 km/h.
Na het verkeerslichtenkruispunt met de Westelijke Randweg van de gemeente Dijk en Waard, gaat de weg verder binnen de bebouwde kom met eerst een maximumsnelheid van 70 km/h en daarna 50 km/h. Daarna wordt het Kanaal Omval-Kolhorn gepasseerd waar de N504 eindigt op de N242.

## Trivia
Als men het wegtracé bekijkt door middel van een luchtfoto, dan valt op dat tussen de Rijksweg A7 (in het verlengde van de N504) en de Rijksweg 9 ooit een directe verbinding gepland is. Deze verbinding is niet als snelweg door het Rijk gepland, maar door de provincie Noord-Holland en zou een verbinding moeten geven tussen de Rijksweg 7 en provinciale weg S8 (de randweg Bergen - Schoorl - Camperduin). Deze verbinding kreeg het administratieve nummer S4 mee in de provinciale wegenplannen. Direct ten oosten van Noord-Scharwoude is begin jaren zeventig vorige eeuw een talud voor een fly-over aangelegd, welke begin deze eeuw ongebruikt weer verwijderd is.
Als men goed kijkt is te zien dat bij Noord-Scharwoude een haarlemmermeeraansluiting gepland was, net zoals bij de kruising met de N245. Bij het Noordhollandsch Kanaal was een halfklaverblad gepland met de N9. Dit verklaart ook het huidige vreemde verloop van de N504, die bij het kanaal opeens haaks eindigt en verder loopt over lokale wegen. En ook dat verklaart waarom de N242 ineens afbuigt vlak bij Oude Niedorp. Opvallend was dat men in het Provinciaal Meerjarenprogramma Infrastructuur uit 2006 - 2010 men onderzocht of deze verbinding verbeterd moest worden en een upgrade verdiende.
N23 · N194 · N196 · N197 · N198 · N199 · N200 · N201 · N202 · N203 · N204 · N205 · N206 · N207 · N208 · N209 · N210 · N211 · N212 · N213 · N214 · N215 · N216 · N217 · N218 · N219 · N220 · N221 · N222 · N223 · N224 · N225 · N226 · N227 · N228 · N229 · N230 · N231 · N232 · N233 · N234 · N235 · N236 · N237 · N238 · N239 · N240 · N241 · N242 · N243 · N244 · N245 · N246 · N247 · N248 · N249 · N250 · N307

N401 · N402 · N403 · N404 · N405 · N406 · N407 · N408 · N409 · N410 · N411 · N412 · N413 · N414 · N415 · N416 · N417 · N418 · N419 · N420 · N421 · N439 · N440 · N441 · N442 · N443 · N444 · N445 · N446 · N447 · N448 · N449 · N450 · N451 · N452 · N453 · N454 · N455 · N456 · N457 · N458 · N459 · N460 · N461 · N462 · N463 · N464 · N465 · N466 · N467 · N468 · N469 · N470 · N471 · N472 · N473 · N474 · N475 · N476 · N477 · N478 · N479 · N480 · N481 · N482 · N483 · N484 · N487 · N488 · N489 · N490 · N491 · N492 · N493 · N494 · N495 · N496 · N497 · N498 · N501 · N502 · N503 · N504 · N505 · N505 (Andijk) · N506 · N507 · N508 · N509 · N510 · N511 · N512 · N513 · N514 · N515 · N516 · N517 · N518 · N519 · N520 · N521 · N522 · N523 · N524 · N525 · N526 · N527 · N806 · N830 · N848

Cursief vermelde wegen zijn voormalige Provinciale wegen